# デルビー・デッロ・ストレット
デルビー・デッロ・ストレット（イタリア語: Derby dello Stretto）は、イタリアのサッカークラブ、ACRメッシーナとレッジーナ1914の対戦（ダービーマッチ）に使われる呼称である。
両クラブが本拠を置くメッシーナ（シチリア州）とレッジョ・ディ・カラブリア（カラブリア州）は、メッシーナ海峡（Stretto di Messina）を挟んで対峙する大都市である。日本では「海峡ダービー」と訳される。

## 歴史
メッシーナ海峡を隔てて対峙する両都市のクラブの間で「ダービーマッチ」と見なされるような対戦が初めて行われたのがいつかには諸説ある。1920年代、メッシーナとレッジョ・ディ・カラブリアにはいくつかのサッカークラブが存在しており、それらのクラブがトーナメント戦の中で対戦することはあった。和やかな試合であることもあれば、そうでないこともあった。
「最初のデルビー・デッロ・ストレット」と見なされるものの一つは、1924年4月にセコンダ・ディヴィジオーネ (it:Seconda Divisione 1923-1924) で対戦した、メッシーナのUSペローロ (it:Unione Sportiva Peloro (1919)) と、レッジョFC（レッジーナの前身）の顔合わせである。メッシーナの「エンツォ・ジェラーチ」で行われたこの試合は、2対1でUSペローロが勝利した。同年4月14日、レッジョ・カラブリアの「ランテルナ・ロッサ」に舞台を移して第2戦が行われ、3対2でレッジョFCが勝利した。
1930年代半ばから40年代半ばにかけては長らく、メッシーナとレッジョ・カラブリアのクラブによる対戦が地域トーナメントでの試合にとどまる時期が続いている。ただし、1938-39シーズンにおいてはセリエCでの対戦 (it:Serie C 1938-1939) のほか、コッパ・イタリア (it:Coppa Italia 1938-1939) での対決が実現した（このとき、レッジーナは経営会社が変わりドミナンテと称していた）。
セリエBでの顔合わせは1965-66シーズン (it:Serie B 1965-1966) に実現し、1965年10月17日に初対戦が行われた。この一戦を含め、1960年代にはセリエB、コッパ・イタリアを合わせて6試合が開催された。続く70年代には、セリエC、コッパ・イタリアで同じく6試合があった。
1980年代後半から90年代前半、ダービーの舞台は再びセリエBに戻った。セリエAでの初対戦は2004年10月31日（2004-05シーズン）に実現し、メッシーナが2対1で勝利した。
2000年代、両者はセリエA残留を賭けた試合で2度対決している。2006年4月30日の試合（2005-06シーズン）は3対0でレッジーナが勝利し、メッシーナのセリエB降格が決定した（ただしこれは、カルチョ・スキャンダルに伴う裁定で順位が繰り上げられたためにキャンセルされた）。翌2007年4月18日（2006-07シーズン）にもセリエA残留を賭けた試合が行われ、レッジーナが3対1で再び勝利を収めてメッシーナがセリエBに陥落した。この2007年4月18日の試合が、2017年時点で最後のダービーマッチとなっている。

## 通算成績
| 大会                      | 試合数 | 勝利数     | 勝利数     | 引き分け数 |
| 大会                      | 試合数 | メッシーナ | レッジーナ | 引き分け数 |
| ------------------------- | ------ | ---------- | ---------- | ---------- |
| セリエA                   | 6      | 3          | 2          | 1          |
| セリエB                   | 18     | 6          | 6          | 6          |
| セリエC                   | 29     | 13         | 10         | 6          |
| リーグ戦通算              | 53     | 22         | 18         | 13         |
| コッパ・イタリア          | 4      | 2          | 1          | 1          |
| コッパ・イタリア・セリエC | 12     | 5          | 5          | 2          |
| カップ戦通算              | 16     | 7          | 6          | 3          |
| 通算                      | 69     | 29         | 24         | 16         |